# Киров (Якутия)
Ки́ров (якут. Киров) — село в Нюрбинском районе Республики Саха (Якутия) России. Входит в состав Таркайинского наслега.

## География
Село находится в западной части региона, в пределах восточной части Верхневилюйского плато, на левом берегу реки Марха, на расстоянии 63 км к северо-востоку от города Нюрба, административного центра района.
Климат
Климат характеризуется как резко континентальный, с продолжительной морозной зимой и жарким летом. Абсолютный минимум температуры воздуха самого холодного месяца (января) составляет −61 °C; абсолютный максимум самого тёплого месяца (июля) — 40 °C. Среднегодовое количество атмосферных осадков составляет 260—280 мм. Снежный покров держится в течение 210—225 дней в году.

## История
Основано в 1941 году.
Согласно Закону Республики Саха (Якутия) от 30 ноября 2004 года N 173-З N 353-III село вошло в образованное муниципальное образование Таркайинский наслег.

## Население
| 2002 | 2010 | 2021 |
| ---- | ---- | ---- |
| 275  | ↘258 | ↘222 |

Гендерный состав
По данным Всероссийской переписи населения 2010 года, в гендерной структуре населения из 258 человек мужчин 121 (48,7 %), женщин — 137 (53,1 %).
Национальный состав
Согласно результатам переписи 2002 года, в национальной структуре населения якуты составляли 90 % из 275 чел.

## Улицы
В селе имеются две улицы: Молодёжная и Револия Иванова.

## Экономика
Развито животноводство (мясо-молочное скотоводство, мясное табунное коневодство).

## Инфраструктура
В селе действуют начальная общеобразовательная школа, дом культуры, учреждения здравоохранения и торговли.